# Katsurada Fujirō

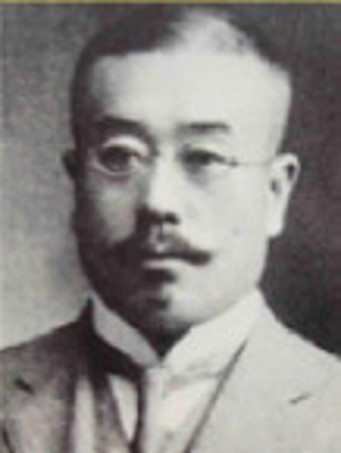
Katsurada Fujirō

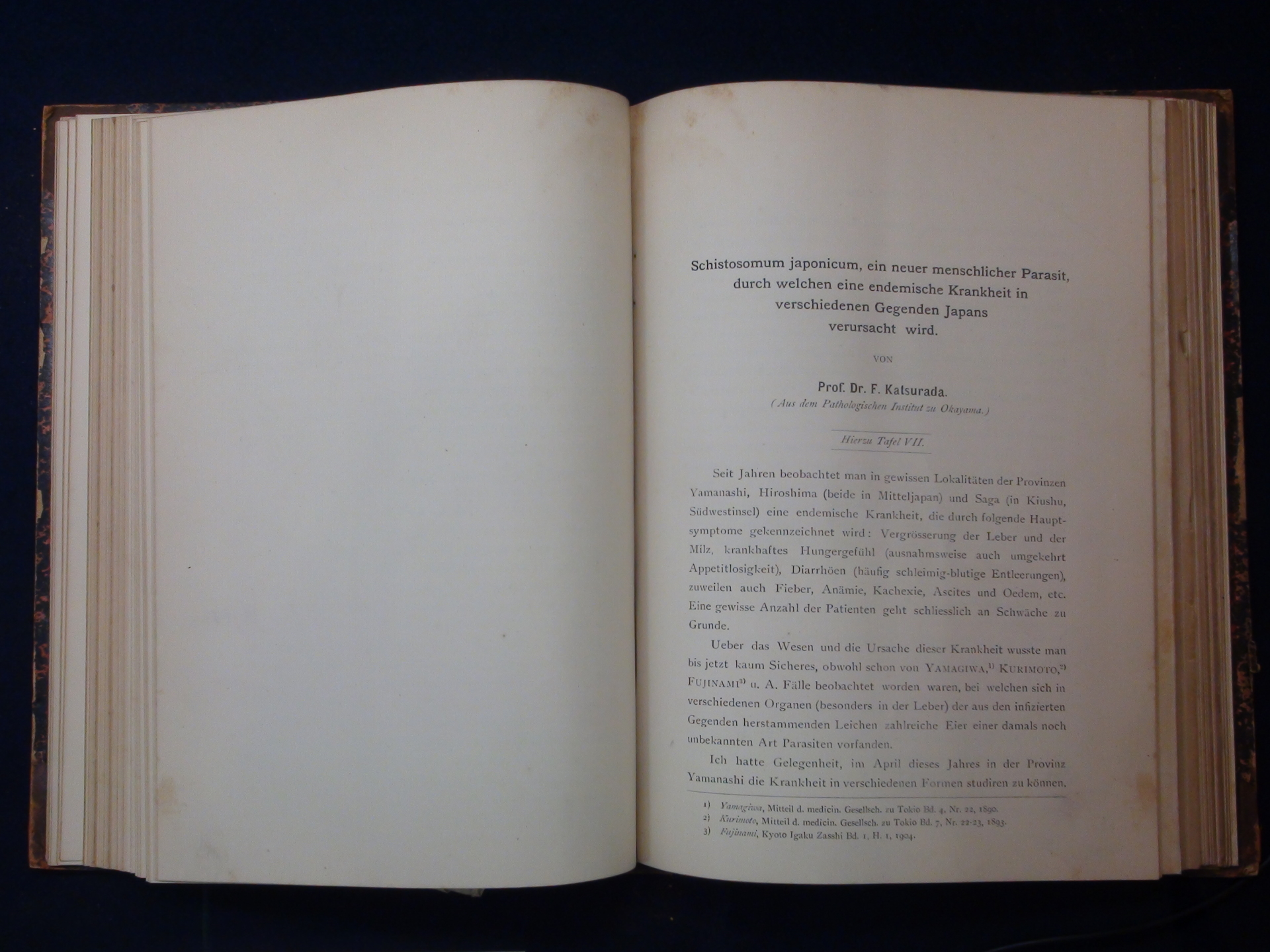
„Schistosomum japonicum, ein neuer menschlicher Parasit, durch welchen eine endemische Krankheit in verschiedenen Gegenden Japans verursacht wird.“

Katsurada Fujirō (japanisch 桂田 富士郎; geboren 7. Juni 1867 in Daishōji (Provinz Kaga); gestorben 5. April 1946) war ein japanischer Arzt und Pathologe. Er ist bekannt für die Entdeckung der Erreger von Schistosoma japonicum.

## Leben und Wirken
Katsurada Fujirō machte 1887 seinen Abschluss an der „Medizinischen Hochschule der Präfektur Ishikawa“ (石川県立医学校, Ishikawa kenritsu igakkō). Im selben Jahr begann er ein Aufbaustudium an der Abteilung für Pathologie der Medizinischen Universität (医科大学病理学教室, Ikadaigaku byōrigaku kyōshitsu). Ab 1890 lehrte er an der Medizinischen Abteilung der 3. Oberschule alter Art in Okayama, wo er für den Studiengang Pathologie verantwortlich war. Dort begann er mit der Erforschung der damals in der Region verbreiteten Schistosomiasis.
1899 ging Katsurada nach Deutschland und bildete sich unter Ludwig Aschoff an der Universität Freiburg weiter. Nach seiner Rückkehr nach Japan 1902 wurde er zum Doktor der Medizin promoviert. 1904 entdeckte er den Erreger „Schistosoma japonicum“ und forschte seitdem nach den Ursachen und zu vorbeugenden Maßnahmen der Krankheit. 1912 wurde er vom Okayama Medical College in den Ruhestand verabschiedet. Er nahm 1913 an der „World Medical Association Conference“ in London teil und leitete ab 1914 das „Settsu Hospital“ (摂津病院) und das „Seafarers' Tropical Disease Research Institute“ (船員熱帯病研究所, Sen'in nettai-byō kenkyūjo) in Kōbe.
1918 erhielt Katsurada zusammen mit dem Pathologen Fujinami Akira (藤浪 鑑, 1870–1934) von der Universität Kyōto den „Imperial Academy Prize“ (学士院賞) for „Study of Schistosoma japonicum“ (日本住血吸虫の研究). 
Als nach dem Zweiten Weltkrieg die Krankenhäuser und Forschungsinstitute durch Feuer zerstört worden waren, setzte Katsurada seine Forschungen in seiner Heimatstadt fort.